# Мур де Иј
Мур де Иј (фр. Mur de Huy) је успон у Ију, Белгија. Дуг 1,3 km, са просјечним нагибом од 9,3%, уз максимални нагиб од 26%. Успон је надморске висине од 204 m, уз повећање од 121 m од подножја до врха. Познат је под називом le Chemin des Chapelles (пут капела), због тога што пут пролази поред седам капела.
Успон је најпознатији по томе што се налази на бициклистичкој трци Флеш Валон, а од 1984. је циљ трке, док су се локације старта мијењале. Такође, успон се нашао на Тур де Франсу 2015, када је био циљ треће етапе.
Најбоље вријеме на успону поставио је Алехандро Валверде 2014. године.

## Флеш Валон
На Мур де Ију је циљ Флеш Валона од 1984. док је циљ трке за жене — Флеш Валон феминин од 1998. Просјечни нагиб успона је 9,3%, док су неке секције од 17 до 26% нагиба.
Алехандро Валверде је остварио рекордних пет побједа на успону, од чега четири заредом. Побједник трке обично буде одлучен на Мур де Ију, гдје већина фаворита чека до последњих 200—300 метара и спринта за побједу. Трка је одлучена спринтом велике групе на успону сваке године од 2003, када су Игор Астарлоа и Аитор Оса напали на 11 km до циља, а Астарлоа је побиједио 16 секунди испред Осе, а 56 секунди испред Шефера.

## Тур де Франс
Мур де Иј је био циљ треће етапе на Тур де Франсу 2015, када је тријумфовао Хоаким Родригез, који је освојио Флеш Валон 2012. Родригез је остварио другу побједу на Тур де Франсу у каријери, побиједивши испред Криса Фрума, који је преузео жуту мајицу секунду испред Тонија Мартина.

## Рекорди
- Најбоље вријеме на успону остварио је Алехандро Валверде, који је 2014. године одвезао последњи километар за 2 минута и 41 секунду, са просјечном брзином од 22.36 km/h, надмашивши вријеме које је Филип Жилбер остварио 2011, када је одвезао последњи километар за 2 минута и 44 секунде.[9]
- На дан 27. августа 2018. године, аматерски бициклиста — Мајкл Том, попео се 67 пута на Мур де Иј, у оквиру Еверестинг челенџа.[10][11][12]